# مرقئة مسطحة
مرقئة مسطحة (الاسم العلمي: Sanguisorba applanata) هو نوع من النباتات يتبع جنس المرقئة من الفصيلة الوردية.